# Saint-Clair-du-Rhône
Saint-Clair-du-Rhône är en kommun i departementet Isère i regionen Auvergne-Rhône-Alpes i sydöstra Frankrike. Kommunen ligger i kantonen Roussillon som tillhör arrondissementet Vienne. År 2022 hade Saint-Clair-du-Rhône 3 678 invånare.

## Befolkningsutveckling
Antalet invånare i kommunen Saint-Clair-du-Rhône
Referens:INSEE

## Vänorter
- Mammola, Italien (2010)